# Old
Old är en by och en civil parish i Northamptonshire i England. Orten har 490 invånare (2011).